# Погребська сільська рада (Броварський район)
Погребська сільська рада — орган місцевого самоврядування у Броварському районі Київської області з адміністративним центром у с. Погреби.

## Загальні відомості
Історична дата утворення: в 1935 році. Водоймища на території, підпорядкованій даній раді: р. Десна.
Загальна площа землі в адмінмежах Погребської сільської ради — 2475,8 га.
Адреса 07416, Київська обл., Броварський р-н, с. Погреби, вул. Соборна, 9.

## Населені пункти
Сільській раді підпорядковані населені пункти:
- с. Погреби

## Склад ради
Рада складається з 18 депутатів та голови.

### Керівний склад ради
| ПІБ                     | Основні відомості                                                                  | Дата обрання | Дата звільнення |
| ----------------------- | ---------------------------------------------------------------------------------- | ------------ | --------------- |
| Бруєнко Микола Іванович | Сільський голова, 1958 року народження, освіта, член Соціалістичної партії України | 26.03.2006   | 31.10.2010      |
| Бруєнко Микола Іванович | Сільський голова, 1958 року народження, освіта вища, безпартійний                  | 31.10.2010   |                 |

Примітка: таблиця складена за даними джерела